# Curcuma aruna
Curcuma aruna là danh pháp khoa học của một loài nghệ, được Charun Maknoi và Surapon Saensouk mô tả khoa học năm 2021. Tên gọi thông thường trong tiếng Thái: Krachiao arun, trong tiếng Thái krachiao có nghĩa là nghệ và arun nghĩa là bình minh.

## Từ nguyên
Tính từ định danh của loài này là aruna, có nghĩa là “bình minh” trong tiếng Thái, để chỉ màu sắc vàng của hoa giống với màu ráng vàng của bình minh và cũng là tên của thần Bình Minh trong thần thoại Thái Lan. Tên của tỉnh “Sukhothai” cũng có nghĩa là bình minh của hạnh phúc.

## Chẩn đoán
Loài này tương tự như C. flaviflora ở kiểu phát triển ra hoa sớm, cuống hoa ngắn, không mào hoa và hoa màu vàng. Lá của C. aruna hình trứng và nhẵn nhụi cả hai mặt, thay vì lá hình elip hoặc hình mác ngược và có lông tơ cả hai mặt như ở C. flaviflora. Chiều dài ống tràng của C. aruna ngắn hơn so với của C. flaviflora (2,3–2,8 cm so với 3,8–4,2 cm). Các nhị lép của C. aruna hình trứng ngược, trong khi các nhị lép của C. flaviflora hình trứng hoặc hình elip và các nhị lép của C. aruna lớn hơn các nhị lép của C. flaviflora (2,2–2,6 × 1,4–1,6 cm so với 2,0 × 1,2 cm).

## Mẫu định danh
Mẫu định danh: Maknoi & Intamma 1936, thu thập ngày 13 tháng 5 năm 2020, huyện Thung Saliam, tỉnh Sukhothai, tây bắc Thái Lan. Holotype: Vườn thực vật Hoàng hậu Sirikit (QBG); isotypes: Cục Vườn quốc gia, Bảo tồn Động-Thực vật Hoang dã, Bộ Tài nguyên Môi trường Thái Lan (BKF), Đại học Khonkaen (KKU).

## Mô tả
Cây thân thảo có thân rễ. Chồi lá cao 25–50 cm. Bẹ không phiến 3–4, dài 5–18 cm, màu xanh lục, nhẵn nhụi. Bẹ lá màu xanhlục, dài 10–20 cm, nhẵn nhụi; lưỡi bẹ 2 thùy nông, dài 2–4 mm, đỉnh thùy thuôn tròn, mép bị gặm mòn mịn, nhẵn nhụi; cuống lá dễ thấy, dài 2–3 cm, nhẵn nhụi; phiến lá hình trứng, 20–35 × 9–12 cm, đỉnh nhọn, đáy thuôn tròn, nhẵn nhụi cả hai mặt, mỏng dạng giấy. Cụm hoa mọc từ thân rễ trước khi ra chồi lá; cuống cụm hoa dài 5–8 cm, màu trắng ánh xanh lục, nhẵn nhụi, với 3–4 lá bắc bao, dài 3–6 cm, nhẵn nhụi; cụm hoa bông thóc dài 5–8 cm, đường kính 1,5–3 cm; xim hoa bọ cạp xoắn ốc 1–3 hoa. Không có lá bắc mào. Lá bắc hữu thụ 6–12, hình trứng hẹp đến hình elip, 2,5–4,5 × 1,2–2,5 cm, đỉnh nhọn thon, màu xanh lục, nhẵn nhụi. Lá bắc con hình tam giác, dài ~2 mm, nhẵn nhụi. Hoa dài ~5,8 cm, thò ra từ lá bắc. Đài hoa hình ống, dài 1,3–1,6 cm, đỉnh 3 thùy với đường rạch một bên dài 4–7 mm tính từ đỉnh, màu trắng trong mờ, nhẵn nhụi. Ống tràng thanh mảnh, dài 2,3–2,8 cm, mặt ngoài màu trắng và nhẵn nhụi ở phần đáy, màu ánh vàng và có lông tơ ở phần đỉnh, mặt trong có lông tơ ở phần đỉnh; thùy tràng lưng hình mác, 18–20 × 6–8 mm, đỉnh nhọn-có mấu, mấu nhọn dài ~1 mm, màu vàng, nhẵn nhụi; thùy tràng bên hình mác, 16–19 × 5–7 mm, đỉnh nhọn, màu vàng, nhẵn nhụi. Các nhị lép bên hình trứng ngược, 2,2–2,6 × 1,4–1,6 cm, đỉnh thuôn tròn, màu vàng. Cánh môi hình trứng ngược, 2,4–2,8 × 1,5–1,7 cm, lõm gian thùy sâu 0,5–0,7 cm, màu vàng với 2 dải màu vàng sẫm hơn ở giữa. Nhị dài ~1,4 cm, màu vàng; chỉ nhị phẳng, 4–5 × 2–3 mm, có lông tơ; bao phấn 8–9 × 1,5 mm; cựa bao phấn dài 3–4 mm, trỏ về phía trước, đỉnh hơi cong ra ngoài; mào bao phấn không rõ nét; mô vỏ bao phấn dài 6–7 mm. Bầu nhụy hình gần cầu, ~2 × 2 mm, nhẵn nhụi; tuyến trên bầu 2, hình trụ, dài ~5 mm; vòi nhụy thanh mảnh, màu trắng, nhẵn nhụi; đầu nhụy màu vàng, dài ~1 mm. Không thấy quả và hạt. Ra hoa vào tháng 5, đầu mùa mưa.

## Phân bố
Loài đặc hữu Thái Lan, hiện chỉ được tìm thấy ở địa phương thu mẫu điển hình (tỉnh Sukhothai). Môi trường sống là rừng cây bụi dưới chân núi đá vôi, cao độ 100-150 m so với mực nước biển.

## Sử dụng
Cây cảnh mang lại may mắn.

## Lưu ý
Loài này thuộc phân chi Ecomata vì không có mào lá bắc, có tuyến trên bầu và cựa bao phấn, và lá bắc hữu thụ chỉ hợp sinh ở đáy. C. aruna được nhận biết bằng phiến lá hình trứng, mỏng dạng giấy, 6–12 lá bắc hữu thụ, nhẵn nhụi ở hầu hết các bộ phận của cây, hoa màu vàng và cánh môi màu vàng với 2 dải màu vàng sẫm hơn ở giữa. C. aruna là loài giống nhất với C. flaviflora vì có màu hoa và số lượng lá bắc tương tự, nhưng C. aruna được tìm thấy ở rừng cây bụi chân đồi đá vôi, cao độ 100–150 m (so với C. flaviflora được tìm thấy trong rừng thông, ở cao độ 1.200 m hoặc hơn).